# Hollacombe (North Devon)
Hollacombe (North Devon) is een locatie in het bestuurlijke gebied North Devon, in het Engelse graafschap Devon, het ligt ten oosten aan de A399 en ten noorden van de A39.  Hollacombe dat in het Domesday Book (1086) voorkomt als 'Holecome' / 'Holecoma', ligt in de civil parish Kentisbury, in het noordwestelijke deel van het Nationaal park Exmoor.
Hollacombe heeft een laatmiddeleeuws irrigatiesysteem, “The catchwork system”, aan de overzijde van de A399 liggen grafheuvels uit de bronstijd. 